# Polemon fulvicollis
Polemon fulvicollis (африканська змієїдна змія) — вид отруйних змій родини земляних гадюк (Atractaspididae). Мешкає в Центральній Африці.

## Підвиди
Виділяють два підвиди:
- Polemon fulvicollis fulvicollis (Mocquard, 1887);
- Polemon fulvicollis laurenti Resetar & Marx, 1981.

## Поширення і екологія
Африканські змієїдні змії мешкають в Камеруні, Габоні, Республіці Конго і Демократичній Республіці Конго і Уганді. Вони живуть у вологих тропічних лісах, в норах і лісовій підстилці, на висоті до 900 м над рівнем моря. Живляться зміями, зокрема сліпунами. Відкладають яйця.